# Poletova nagrada za strip
Poletova nagrada za strip (grand prix Poleta) je bila slovenska nagrada -  eno najvišjih priznanje na področju stripa v Jugoslaviji. Pet članska žirija je izmed vseh stripov domačih avtorjev, ki so izšli v tekočem letu v Jugoslaviji, izbrala pet finalistov, potem pa je izmed teh petih izbrala zmagovalca.

## Prejemniki nagrad
| za leto | prejemnik glavne nagrade | za delo                  |
| ------- | ------------------------ | ------------------------ |
| 1984    | Radovan Domagoj Devlić   | Machu Picchu             |
| 1985    | Igor Kordej              | Vam                      |
| 1986    | Rajko Milošević Gera     | Teksaški jahači          |
| 1987    | Darko Perović            | Brek                     |
| 1988    | Marjan Amalietti         | Pet očeva Neninog deteta |